# Cele două turnuri
Cele două turnuri este cel de-al doilea volum al trilogiei Stăpânul Inelelor, scrisă de către J. R. R. Tolkien

## Rezumat
Cel de-al doilea volum, Cele două turnuri, este împărțit în două povești paralele, câte una în fiecare carte: Cartea a III-a detaliază aventurile membrilor Frăției rămași în viață, care ajută regatul numit Rohan în lupta sa împotriva lui Saruman. În începutul cărții, Frăția este atacată de către o companie de orci (unii aflându-se în slujba Seniorului Întunecimii Sauron sau a vrăjitorului Saruman), Boromir fiind ucis în luptă, iar Merry și Pippin fiind răpiți de către orci (Saruman hotărște să ia el însuși inelul și-i trimite pe orci săi, poruncind să-i aducă hobbiții în viață în Isengard, în timp ce Sauron își trimisese orcii să prade, dar și să aducă prizonierii în aceleași condiții dar în Mordor).
Aragorn, Legolas și Gimli pornesc în căutarea hobbiților. Cei trei îl întâlnesc pe Gandalf, care s-a reîntors sub numele de Gandalf cel Alb. El a învins Balrogul cu prețul vieții sale, dar s-a întors pe Pământul de Mijloc din cauză că misiunea sa nu a fost îndeplinită încă. Cei patru ajută regatul Rohan sa învingă trupele lui Saruman, în lupta de la Cetatea Cornului. În acest timp, Merry și Pippin, eliberați din captivitate, îi ajută pe enți, făpturi asemănătoare copacilor dar care posedă abilități motorii, să distrugă fortăreața lui Saruman, Isengard. Cele două grupuri se întâlnesc după ce ambele lupte se încheie. Saruman refuză să renunțe la ideile sale nebunești și este izgonit de către Gandalf din Ordinul Vrăjitorilor, luându-i o mare parte din puterea magică.

Coperta primei ediții în română

Cartea a IV-a descrie călătoria lui Frodo și Sam spre Muntele Osândei. Aceștia reușesc să îl captureze pe Gollum și să îl convingă să îi conducă pe drumul spre Poarta Neagră, realizând după aceea că este impenetrabilă. Gollum le sugerează apoi un drum secret către Mordor, prin înfricoșătoarea vale a Minas Morgulului.
În timp ce călătoresc prin această zonă, ei sunt capturați de către o mică armată a Gondorului, condusă de către fratele lui Boromir, Faramir. Când acesta realizează că cei cei doi au Inelul, hotărăște, asemenea fratelui său, să-i ia cu el, înapoi în Gondor, pentru a-l putea folosi împotriva dușmanului. Pe drum sunt atacați de Nazgûli și Faramir este șocat când vede puterea Inelului asupra lui Frodo, la apropierea inamicului și îi lasă să plece.
La finalul volumului, Gollum îl trădează pe Frodo și îl conduce la Shelob, un păianjen uriaș, sperând că odată ce aceasta se va ospăta din hobbit el va putea lua Inelul. Shelob îl înțeapă pe Frodo și îl paralizează, dar Sam se luptă cu păianjenul și îl învinge. Frodo este luat de către orci și dus în fortăreața Cirith Ungol. Sam crede că stăpânul său este mort și ia povara Inelului asupra sa. El realizează prea târziu că adevăratul purtător trăiește și începe astfel o urmărire pentru a-i salva viața lui Frodo. În tot acest timp Sauron pornește războiul împotriva Gondorului, trimițând o armată numeroasă condusă de către liderul Nazgûlilor în lupta contra Gondorului.